# Glossaire de photométrie et de radiométrie
- Haut – A
- B
- C
- D
- E
- F
- G
- H
- I
- J
- K
- L
- M
- N
- O
- P
- Q
- R
- S
- T
- U
- V
- W
- X
- Y
- Z

## A
- Absorbance : densité optique.

- Absorption : processus physique par lequel l'énergie électromagnétique est transformée en une autre forme d'énergie.
- Absorptivité :
- Acuité visuelle : est la capacité à discerner un petit objet en vision de loin.
- Adaptation visuelle : processus par lequel le système visuel adapte la perception aux propriétés de l'environnement lumineux.
- Albédo : réflectance.

## B
- Brillance :

## C
- Champ visuel : portion de l'espace vue par un œil regardant droit devant lui et immobile.

- Coefficient d'absorption :
- Coefficient de diffusion :
- Coefficient d'extinction :
- Corps noir : système idéal qui absorbe la totalité du rayonnement électromagnétique qu'il reçoit.
- Contraste : rapport entre les grandeurs photométriques propres à deux surfaces à comparer (luminance ou éclairement).

## D
- Densité optique : logarithme décimal de l'inverse du facteur de transmission.
- Densité spectrale d'une grandeur : répartition de la grandeur selon les différentes longueurs d'onde (ou alternativement selon les différentes fréquences).
- Diffuseur parfait : source orthotrope secondaire, qui  renvoie ou de transmet toute la lumière qu'il reçoit
- Diffusion : phénomène par lequel un rayonnement est dévié dans diverses directions par une interaction avec d'autres objets.

- Dispersion : phénomène de séparation du rayonnement électromagnétique en fonction des longueurs d'onde.
- Diffraction : phénomène qui se manifeste lorsque des ondes rencontrent un obstacle ou une ouverture.
- Domaine mésopique : domaine d'étude pour lequel les surfaces observées ont des luminances lumineuses comprises entre la millicandela par mètre carré et quelques candelas par mètre carré.
- Domaine photopique : domaine d'étude pour lequel les surfaces observées ont des luminances lumineuses comprises entre quelques candelas par mètre carré et quelques milliers de candelas par mètre carré.

## E
- Effet Purkinje : effet selon lequel la vision des couleurs dépend de la luminosité.

- Efficacité lumineuse spectrale : fonction qui exprime, pour une longueur d'onde donnée, le rapport entre le flux énergétique du rayonnement électromagnétique reçu et le flux lumineux correspondant.
- Efficacité lumineuse relative spectrale : fonction normalisée à un de lefficacité lumineuse spectrale.

- Émissivité : rapport de la luminance énergétique d'une surface à une température donnée sur la luminance du corps noir à la même température.
- Épaisseur optique :
- État excité : état d'un atome qui présente une énergie supérieure à celle de son état fondamental et qui est alors susceptible d'émettre un photon.

## F
- Facteur d'absorption : rapport entre le flux lumineux absorbé et le flux lumineux incident.
- Facteur de diffusion :
- Facteur de luminance : apport de sa luminance à celle du diffuseur parfait éclairé et observé dans les mêmes conditions
- Facteur de réflexion : rapport entre le flux lumineux réfléchi et le flux lumineux incident. Réflectance.
- Facteur de transmission : rapport entre le flux lumineux transmis et le flux lumineux incident. Transmittance.
- Filtre : dispositif qui laisse passer une partie du rayonnement lumineux, sans autrement affecter son cheminement.
- Fluorescence : émission d'un photon de longueur d'onde plus grande (de moindre énergie) immédiatement après l'absorption d'un photon de courte longueur d'onde (de forte énergie).

## I
- Incandescence : émission de lumière due à la température d'un corps chauffé.
- Indicatrice de luminance : ensemble des vecteurs dont le module est égal à la luminance de cette surface dans sa direction.
- Indicatrice de diffusion :

## L
- Loi du contraste simultané des couleurs : loi selon laquelle le ton de deux plages de couleur paraît plus différent lorsqu'on les observe juxtaposées que lorsqu'on les observe séparément, sur un fond neutre commun
- Loi du rayonnement de Kirchhoff  : loi qui relie l'absorption et l'émission d'un radiateur réel en équilibre thermique.
- Loi de Lambert : loi qui relie l'exitance et la luminance pour une source lumineuse orthotrope. {\displaystyle M=\pi \,L} .
- Loi de Planck : loi qui décrit la luminance énergétique spectrale du corps noir.
- Loi de Stefan-Boltzmann : loi établissant le lien entre l'exitance énergétique et la température du corps : {\displaystyle \ M=\sigma \ \epsilon \ T^{4}}.
- Luminance énergétique : puissance rayonnée par unité de surface du rayonnement passant ou étant émis en un point d'une surface, et dans une direction donnée par unité d'angle solide.
- Luminance lumineuse : flux lumineux par unité de surface du rayonnement passant ou étant émis en un point d'une surface, et dans une direction donnée par unité d'angle solide.
- Luminosité : perception humaine (non linéaire) de la luminance.
- Luminescence : émission de lumière sans élévation de la température, par opposition à lincandescence.

## P
- Phosphorescence : phénomène similaire à la fluorescence à la différence qu'il perdure dans le temps.
- Pouvoir éclairant : terme ancien pour qualifier la capacité d'un combustible ou d'un appareil d'éclairage à produire de la lumière.

## R
- Radiateur  : corps qui émet un rayonnement.

- Radiateur de Planck : voir corps noir.
- Radiation : rayonnement.
- Rayonnement : le rayonnement étudiée en photométrie est un rayonnement électromagnétique
- Rayonnement électromagnétique : forme de transfert d'énergie impliquant l'échange de photons.
- Réflectance : proportion de lumière réfléchie par la surface d'un matériau.

- Réflectivité : proportion d'énergie électromagnétique réfléchie à la surface d'un matériau ayant une épaisseur telle que ce facteur de réflexion ne change pas en augmentant son épaisseur

- Réflexion : changement de direction d'une onde à l'interface de deux milieux ; après réflexion l'onde reste dans son milieu de propagation initial.
- Réflexion spéculaire : réflexion qui obéit à une des lois de Snell-Descartes ; la lumière incidente n'est renvoyée que dans une seule direction.

- Réflexion diffuse : réflexion dans un large éventail de directions.
- Réfraction : déviation d'une onde à l'interface entre deux milieux.

## S
- Sensibilité au contraste :
- Source lumineuse isotrope : source de lumière dont l'intensité lumineuse est la même dans toutes les directions.

- Source lumineuse orthotrope : est une source de lumière dont la luminance est uniforme angulairement, c'est-à-dire identique dans toutes les directions
- Source lumineuse primaire : source qui transforme une forme d'énergie en lumière.
- Source lumineuse secondaire : source qui reçoit de la lumière et en renvoie une partie.

## T
- Température de couleur : température du corps noir qui émet un rayonnement de même couleur que la source.
- Transmittance : facteur de transmission.
- Transparence : inverse de la transmittance.

## V
- Vision humaine : perception humaine et interprétation cognitive des rayonnements lumineux.
- Vision mésopique : vision crépusculaire, dans le domaine mésopique.
- Vision photopique : vision diurne, dans le domaine photopique.
- Vision scotopique : vision nocturne, dans le domaine scotopique.